# (21572) Nguyen-McCarty
(21572) Nguyen-McCarty (1998 RQ52) – planetoida z pasa głównego asteroid okrążająca Słońce w ciągu 4,38 lat w średniej odległości 2,67 j.a. Odkryta 14 września 1998 roku.